# Stretto del Tajmyr
Lo stretto del Tajmyr (in russo Таймырский залив?) è un tratto di mare che divide l'isola Tajmyr dall'omonima penisola. Fa parte del mare di Kara ed è situato nelle acque territoriali del Territorio di Krasnojarsk.

## Geografia
Lo stretto del Tajmyr collega lo stretto di Palander (пролив Паландер), a ovest, con il golfo del Tajmyr, a est. Il braccio di mare è stretto e poco profondo. La sua lunghezza è di oltre 30 km. La larghezza media è di circa 3 km. La maggior parte dell'anno è coperto dal ghiaccio.
Alcune piccole isole si trovano nello stretto:
- Isola Topografičeskij (остров Топографический), all'ingresso occidentale 76°11′48″N 95°29′57″E.
- Isole Prolivnye (острова Проливные), 3 piccole isole nella parte orientale dello stretto 76°17′48″N 95°22′14″E.